# Bert Williams (Entertainer)

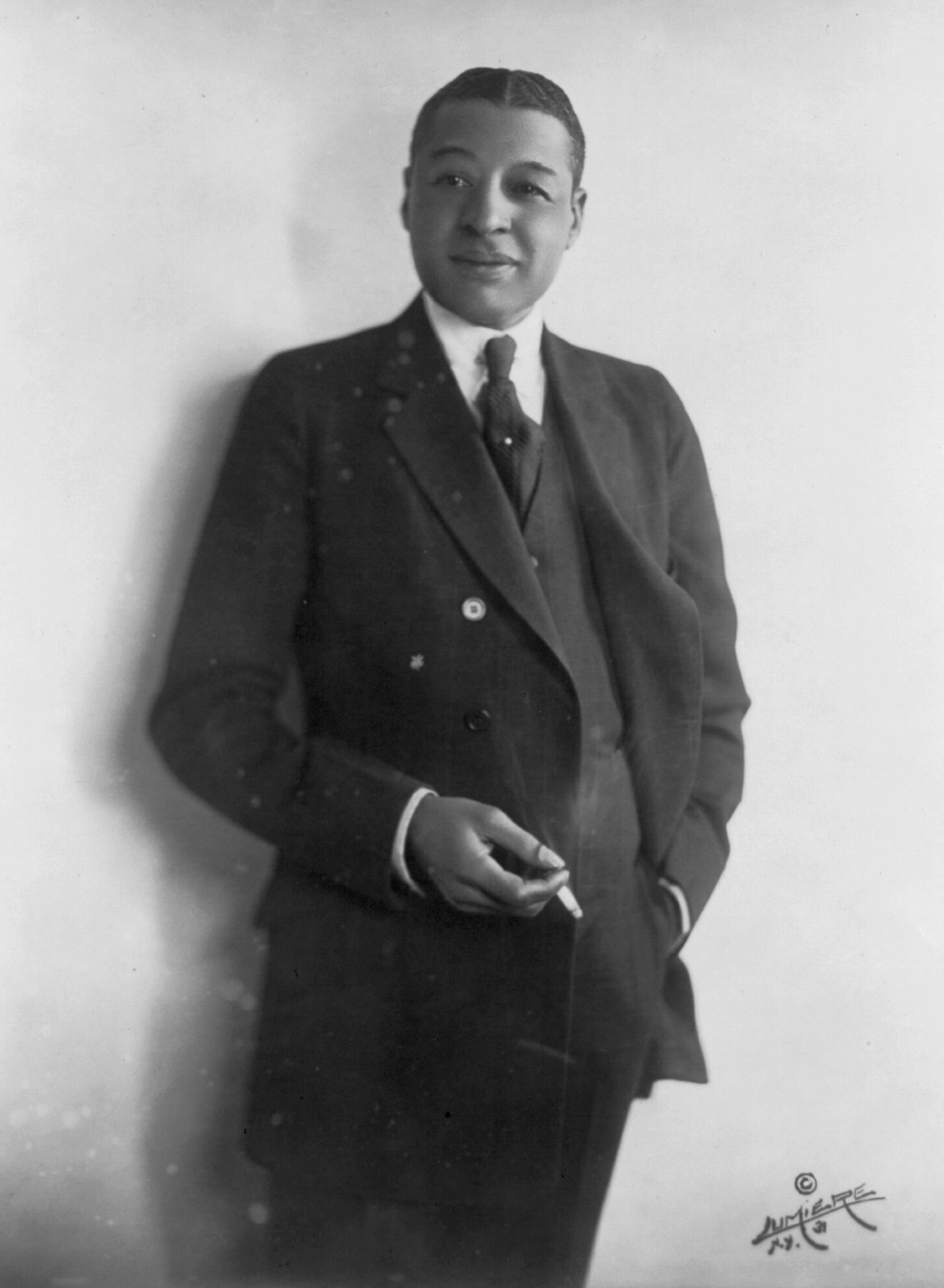

Egbart Austin „Bert“ Williams (* 12. November 1874 in Nassau/Bahamas; † 4. März 1922 in New York City) war ein US-amerikanischer Schauspieler, Sänger, Entertainer und Songwriter.

## Leben
Williams wuchs auf den Bahamas auf. 1885 kam er mit seiner Familie nach Kalifornien. In der Hoffnung, ein Studium an der Stanford University finanzieren zu können, begann er in San Francisco als Entertainer aufzutreten. Dort lernte er 1893 George Walker kennen, mit dem er eine Varietégruppe in der Tradition der Minstrel Shows gründete. Im Gegensatz zu weißen Darstellern in Minstrel Shows, die ihre Gesichter schwarz färbten (Blackfaceing), bezeichneten sich die beiden afroamerikanischen Schauspieler als „Two Real Coons“. Bei ihren Auftritten spielte Williams den „seriösen“ Part, während Walker die komischen Pointen lieferte.
Mitte der 1890er Jahre waren sie in Chicago und reisten dann weiter nach New York, wo sie 1896 einen Auftritt in Victor Herberts Film Gold Bug hatten. Nachdem sie mit verschiedenen weißen Varietégruppen gearbeitet hatten, traten sie 1897 mit einer afroamerikanischen Truppe in Will Marion Cooks Stück Clorindy auf. Unter dem Management der Agentur Hurtig & Seamon spielten sie in New York in der Varietéshow A Lucky Coon und  danach in drei Musikkomödien. 1899 heiratete Walker die Sängerin und Tänzerin Aida Overton, die in den folgenden Musikkomödien von Walker und Williams – u. a. The Policy Players (1899) und The Sons of Ham (1900) – tragende Rollen bekam.
In Zusammenarbeit mit Paul Laurence Dunbar als Textautor, Will Marion Cook als Komponist und Jesse Ship als Regisseur entstand 1902 ihr erfolgreichstes Stück In Dahomey. Es war die erste rein schwarze Show, die in voller Länge am Broadway erschien. Sie erlebte dort 53 Aufführungen und wurde dann über zwei Saisons in Großbritannien gegeben – dort auch im Buckingham Palace. Nach ihrer Rückkehr in die USA produzierten Walker und Lawrence 1908 die Show Bandanna Land. Ihre Zusammenarbeit endete, nachdem Walker ab 1908 auf Grund einer Syphilis-Infektion nicht mehr im Stande war, aufzutreten.
Bereits ab Beginn der 1900er Jahre war Williams auch solistisch als Sänger erfolgreich. Beliebt wurde I'm a Jonah Man von Alex Rogers und insbesondere Nobody (mit Text von Rogers, komponiert von Williams selbst). Letzteren Titel erwartete das Publikum bei jedem seiner Auftritte. 1910 schloss sich Williams den Ziegfeld Follies an und wurde so der erste nicht-weiße Star in einer von Weißen dominierten Broadway-Show. Er trat mit den Ziegfeld Follies bis 1912 und danach sporadisch bis 1919 auf.
Ab 1920 trat er in Eddie Cantors Broadway Brevities auf. Darauf produzierte er eine eigene Show mit dem Titel Under the Bamboo Tree. Nachdem er bereits länger an Herzproblemen gelitten hatte, brach er während einer Vorstellung in Detroit zusammen und starb im März 1922 im Alter von 47 Jahren in New York an den Folgen einer Lungenentzündung. Er hinterließ eine Reihe von Aufnahmen, darunter Nobody (1906), Let It Alone (1906), He’s a Cousin of Mine (1907), Play That Barber-Shop Chord (1910), O Death, Where Is Thy Sting? (1919) und It’s Nobody’s Business But My Own (1919).

## Anmerkung
1. ↑  Coon war zu der Zeit eine abfällige Bezeichnung für Afroamerikaner in den USA.

| Personendaten    | Personendaten                                                      |
| ---------------- | ------------------------------------------------------------------ |
| NAME             | Williams, Bert                                                     |
| ALTERNATIVNAMEN  | Williams, Egbart Austin                                            |
| KURZBESCHREIBUNG | US-amerikanischer Schauspieler, Sänger, Entertainer und Songwriter |
| GEBURTSDATUM     | 12. November 1874                                                  |
| GEBURTSORT       | Nassau (Bahamas)                                                   |
| STERBEDATUM      | 4. März 1922                                                       |
| STERBEORT        | New York City                                                      |